# Claudio Servetti
Claudio Poul Servetti Rodríguez, noto semplicemente come Claudio Servetti (Montevideo, 28 novembre 1994), è un calciatore uruguaiano, difensore del Dep. Recoleta.

## Caratteristiche tecniche
È un difensore centrale.

## Carriera
Ha esordito in Primera División Profesional il 9 aprile 2017 disputando con i Rampla Juniors l'incontro pareggiato 2-2 contro il Liverpool (M).